# Sjeng Coenen
Jan Hubert (Sjeng) Coenen (Simpelveld, 10 januari 1915 – Valkenburg, 5 september 1944) was een Nederlands drukker en verzetsstrijder. Hij was rayonleider in Simpelveld en plaatsvervangend districtleider in Gulpen van de Landelijke Organisatie voor Hulp aan Onderduikers (L.O.) en sloot zich later bij de Knokploeg Zuid-Limburg aan. Enkele dagen voor de bevrijding van Valkenburg werd hij op de Cauberg door Duitse soldaten gefusilleerd.

## Hulp aan vluchtelingen
Sjeng en zijn broer H. Coenen in Simpelveld kregen aanvankelijk uit Duitsland ontsnapte Waalse en Franse krijgsgevangenen en later anderen van P. Horbach uit Gulpen, van een groep Mingelers in Kerkrade en W. Rutten in Simpelveld. Zij gebruikten het hotel van mevrouw A. Lerschen-Houben als doorgangshuis. Hun broer P.J. Coenen was koster in Banholt en Mheer. Hij huisvestte ze tijdelijk in het parochiehuis waarna hij ze met medewerking van een passeursgroepje in Slenaken-Noorbeek naar de Voerstreek in België bracht. 
De L.O. was in de provincies onderverdeeld in districten, en die wederom in rayons. Sjeng werd rayonleider in zijn woonplaats Simpelveld.
Na de arrestaties in Weert, waarbij op 21 juni 1944 bijna de volledige top van de Limburgse L.O. was gearresteerd  en de „klap van Wittem“, waarbij op 21 juli 1944 tien mensen van het district Gulpen van de L.O. waren gearresteerd,  was een van de resultaten van de daaropvolgende folterverhoren, dat de Sipo Maastricht onder leiding van Richard Nitsch en Max Strobel op 22 juli 1944 in Simpelveld een huis binnenvielen. Zij hoopten daar Sjeng Coenen te arresteren. Op dat moment werd net zijn oom begraven. Coenen zag kans het huis op tijd te verlaten.

## Naar de knokploeg
Hij hield het bij de L.O. voor gezien en sloot zich in de zomer van 1944 met zĳn kameraad Joep Francotte uit Vaals bij de knokploeg Zuid-Limburg aan, ook omdat hem dat meer lag.
Coenen en Francotte doken onder in de „duikherberg“ van de L.O. in Geulhem.
Zij bleven actief en namen deel aan de overval op het Huis van Bewaring van Maastricht op 2 september 1944. Bij deze overval werden 80 gevangenen bevrijd.

## Arrestatie en executie
Op 5 september 1944 (Dolle Dinsdag) werden Coenen en Francotte gearresteerd door de Duitsers. Zij hadden zojuist uit de boerderij van J.F.A. Horsmans in Ulestraten (dit was NIET hun hoofdkwartier, dat in hetzelfde dorp gevestigd was) voertuigen weggehaald en in een bos verstopt, omdat daar terugtrekkende Duitse militairen zouden worden ingekwartierd. Zij waren nog niet klaar, maar toen ze terugkwamen, waren de Duitsers al gearriveerd. Die werden achterdochtig, ondanks de bevestiging van Horsmans dat het om kennissen van hem ging, en vonden bij Coenen een pistool. Op bevel van de Valkenburgse Ortskommandant majoor Bernhardt werden zij op de Cauberg doodgeschoten. De eveneens aanwezige F.M. Meulenkamp kon zich uit de voeten maken, omdat Coenen de aandacht afleidde.

## Verzetsmonument
Op de plek waar Coenen en Francotte werden gefusilleerd werd het herdenkingsmonument van het Limburgs verzet opgericht. In 1958 werd er een zeshoekige kapel gebouwd met op de wanden de namen van de Limburgse verzetsmensen die zijn omgekomen in de Tweede Wereldoorlog. Vóór de kapel staat een gedenksteen voor Coenen en Francotte. Bij deze kapel, het Provinciaal Verzetsmonument, vindt op 4 mei een dodenherdenking plaats. Tot 2005 was er jaarlijks begin september een aparte herdenking van de Limburgse verzetsmensen bij deze kapel.